# Международная федерация бухгалтеров
Международная федерация бухгалтеров (МФБ) (англ. International Federation of Accountants (IFAC)) — глобальная организация бухгалтеров, основанная в 1977 году. В её состав входят 175 членов из 130 стран и юрисдикций, объединяющих свыше 2,5 миллионов бухгалтеров, занятых в общественной практике, промышленности, торговле, управлении и академической деятельности. Через советы, входящие в МФБ, организация устанавливает международные стандарты в области этики, аудита, образования и бухгалтерского учёта в общественном секторе.

## Состав

### Комитеты по стандартам (советы)
- Комитет по международным образовательным стандартам в области бухучёта (IAESB)
- Комитет по международным стандартам аудита и подтверждения достоверности информации (IAASB)
- Комитет по международным этическим стандартам для бухгалтеров (IESBA)
- Комитет по международным стандартам финансового учёта и отчётности в государственном секторе (IPSASB)

### Комиссии
- Консультативная группа по вопросам соответствия (CAP)
- Комиссия по вопросам развивающихся наций
- Комиссия по выдвижению кандидатур
- Комиссия профессиональных бухгалтеров, занятых в бизнесе
- Комиссия по практике малого и среднего бизнеса
- Комиссия транснациональных аудиторов

### Глава
- доктор Ин-Ки Джу (In-Ki Joo) с 2018 года[1]